# Sint-Lambertuskerk (Eindhout)

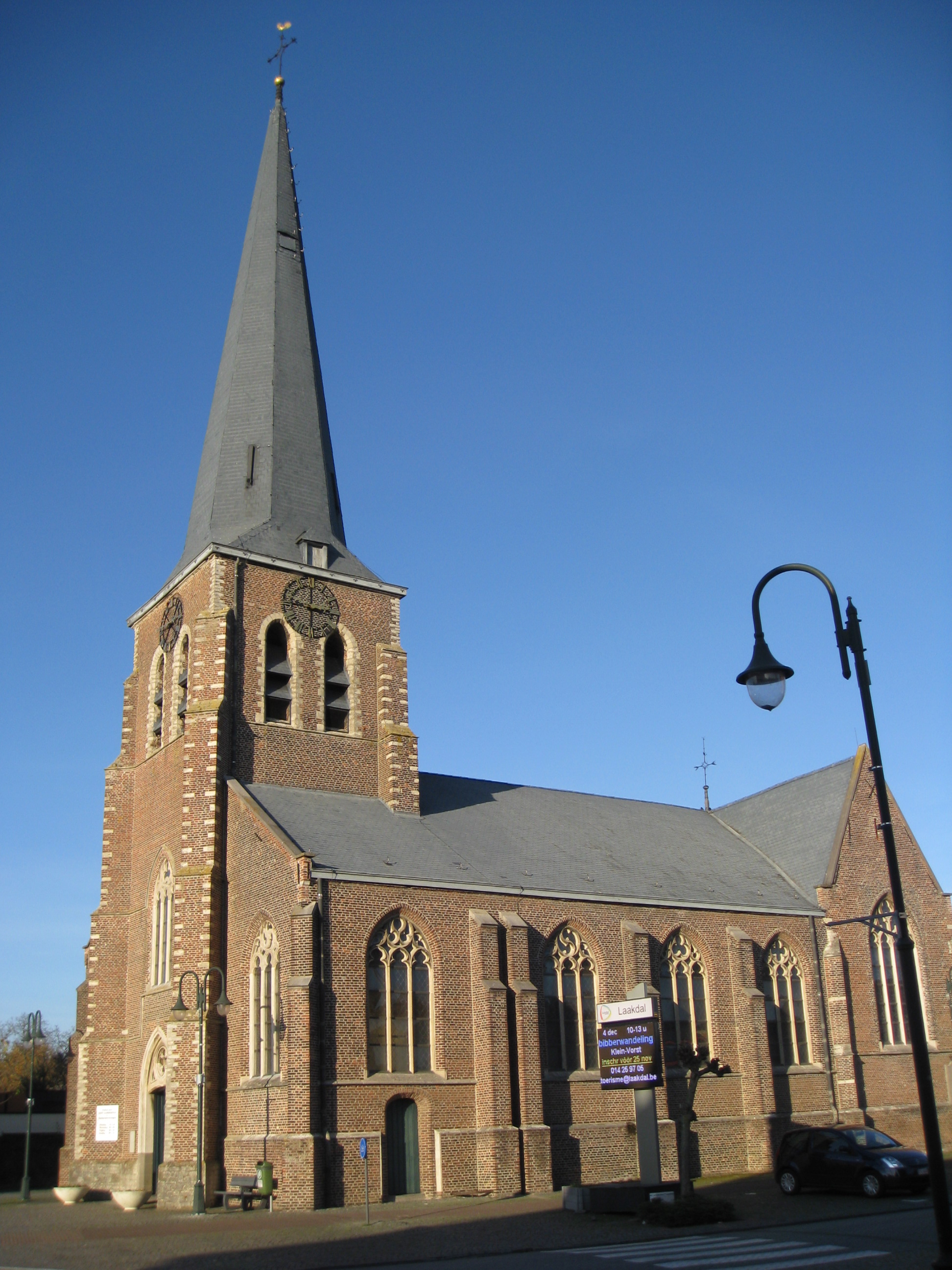
Sint-Lambertuskerk

De Sint-Lambertuskerk is de parochiekerk van de tot de Antwerpse gemeente Laakdal behorende plaats Eindhout, gelegen aan Eindhoutdorp 8.

## Geschiedenis
Hoewel al een oudere kerk bestond is de huidige kerk grotendeels 16e-eeuws, met een sacristie van 1740 en neogotische zijbeuken, ontworpen door Eugeen Gife, van 1854-1855. In 1861 werd de toren gerestaureerd en ook in 1982-1983 vonden restauratiewerkzaamheden plaats.

## Gebouw
Het betreft een bakstenen driebeukige georiënteerde kruiskerk met ingebouwde westtoren. De toren heeft vier geledingen en een ingesnoerde naaldspits.

## Interieur
Het kruisgewelf op de viering heeft 18e-eeuws stucwerk, voorstellende de Heilige Geest.
Van de schilderijen is een Marteldood van Heilige Lambertus uit het derde kwart van de 17e eeuw.
Er is een Mariabeeld in gepolychromeerd hout (tweede helft 15e eeuw) en een Sint-Lambertusbeeld (tweede kwart 16e eeuw).
Het hoofdaltaar is neogotisch. Twee portiekaltaren zijn van gemarmerd hout (derde kwart 17e eeuw). De orgelkast is 18e-eeuws.